# Гели
Гели или Гаели, или Гојдели, етнолингвистичка су група у Ирској, Шкотској, на Хебридима и на Острву Мен, чији језик припада гелској породици, дијелу острвских келтских језика. Ријеч је у енглески (а касније и све друге језике) ушла године 1810. из шкотског гелског Gaidheal (упоредити ирски Gaedhealg и староирски Goídeleg) за горштака. Гаел или Goídeleg је први пут кориштен као колективни израз за народе Ирске; сматра се да је дошао из велшког Gwyddel (старовелшки Goídel), што значи „пљачкаш”, а данас „Ирац”.
Гела има укупно око 70.000. У верском погледу, Гели су већим делом католичке, а мањим делом протестантске вероисповести (углавном припадници Шкотске цркве и англиканизма). У Шкотској их има око 65.000, а преосталих 5.000 у САД, Ирској, Аустралији и Новом Зеланду. Највећи број говорника шкотскогелског језика живи на Хебридима.
Многи који не говоре гелски себе сматрају Гелима у ширем смислу због поријекла и културне баштине.